# Deus ex machina (ナイトメアの曲)
「Deus ex machina」（デウス・エクス・マキナ）は、日本のヴィジュアル系ロックバンド・ナイトメアの20枚目のシングル。2012年11月28日にHPQから発売された。

## 概要
前シングル「mimic」からおよそ9か月ぶりである。2012年11月28日発売。3タイプリリースであり、Aタイプには「Deus ex machina」、Bタイプには「UGLY DUCK’S WILL」のビデオクリップを収録したDVDが付属する。CタイプはCDのみでボーナストラックが収録されている。

## 収録曲

### type A/B
CD
1. Deus ex machina
作詞・作曲：RUKA
2. UGLY DUCK’S WILL
作詞・作曲：咲人

DVD (A)
1. 「Deus ex machina」 VIDEO CLIP収録

DVD (B)
1. 「UGLY DUCK’S WILL」 VIDEO CLIP収録

### type C
CD
1. Deus ex machina
2. UGLY DUCK’S WILL
3. rubbish
作詞・作曲：RUKA